# Arhodia ozora
Arhodia ozora là một loài bướm đêm trong họ Geometridae.